# Morton (Mississippi)
Morton város az Amerikai Egyesült Államok Mississippi államában, Scott megyében. Lakosainak száma 3711 fő (2020. április 1.).

## Népesség
A település népességének változása:
| Lakosok száma | 3482 | 3462 | 3711 |
|               | 2000 | 2010 | 2020 |